# It's the Old Army Game
It's the Old Army Game è un film muto del 1926 diretto da A. Edward Sutherland con protagonisti W. C. Fields e Louise Brooks. Si ispira a una serie di scenette comiche di Joseph Patrick McEvoy scritte nel 1924 per uno spettacolo di W. C. Fields dal titolo The Comic Supplement. Lo spettacolo non andò in scena a Broadway, ma parte degli sketch vennero inclusi in Ziegfeld Follies of 1925.

## Trama
Elmer Prettywillie, il droghiere del villaggio, viene svegliato da una cliente nel bel mezzo della notte. Ancora insonnolito, viene disturbato anche dai rumori del carro dell'immondizia. Per un equivoco, arrivano in negozio anche i vigili del fuoco che si mettono a chiacchierare e a mangiare, foraggiati da Prettywillie. Quando se ne vanno, scoppia un piccolo incendio che Prettywillie deve spegnere da solo. La nottata prosegue in mezzo a varie avventure che porteranno Prettywillie a chiudersi da solo in cella per proteggersi da tutto quello che gli succede.

## Produzione
Le scene interne furono girate agli Astoria Studios della Paramount ad Astoria e a Manhattan mentre le scene esterne a Ocala e a Palm Beach. Il film fu prodotto dalla Famous Players-Lasky Corporation.

## Distribuzione
Il copyright del film, richiesto dalla Famous Players-Lasky Corp., fu registrato il 25 maggio 1926 con il numero LP22763. Distribuito dalla Paramount Pictures, il film fu presentato da Jesse L. Lasky e Adolph Zukor in prima il 24 maggio 1926 per poi uscire nelle sale statunitensi l'11 luglio 1926.
La pellicola è stata masterizzata e il film è stato distribuito in DVD  nel 2005 dalla Sunrise Silents, nel 2008 dalla Hollywood's Attic e, nel 2010, dalla Nostalgia Family Video.